# 廖国男
廖国男（1944年11月16日—2021年3月20日），美国大气物理学家、加州大学洛杉矶分校教授。

## 生平
廖国男于1965年毕业于国立台湾大学。1966年赴美国留学，1970年获纽约大学物理学博士学位。之后他曾在美国国家航空航天局从事博士后研究。他于1975年起任教于犹他大学气象学系，后曾任系主任。1997年起任加州大学洛杉矶分校教授。2000年至2004年间，出任大气与海洋科学系系主任。2006年，加州大学洛杉矶分校与喷气推进实验室共同创立了区域地球系统科学与工程联合研究院（Joint Institute for Regional Earth System Science and Engineering），他出任首任院长。

## 荣誉
廖国男是美国国家工程院院士（1999年）、美国科学促进会会士（2000年）、中央研究院院士（2004年）、中国科学院外籍院士（2017年），曾获美国气象学会查尼奖（1998年）、空间研究委员会William Nordberg奖章（ 2010年）、国际辐射委员会金质奖章（2012年）、美国地球物理联盟罗杰·雷维尔奖章（2013年）、美国气象学会卡尔-古斯塔夫·罗斯贝奖章（2018年）等众多荣誉。